# 丸井文男
丸井 文男（まるい ふみお、1921年9月29日 - 1996年3月17日）は日本の精神医学者。専門は精神発達障害に関する研究。

## 来歴
長野県小県郡丸子町（現上田市）出身。昭和22年（1947年）東北帝国大学医学部卒業。昭和26年（1951年）名古屋大学医学部付属病院助手、同30年（1955年）同教育学部講師、同34年（1959年）助教授、同43年（1968年）教授。同58年（1983年）愛知教育大学学長、平成2年（1990年）長野大学学長。同7年（1995年）勲二等旭日重光章。昭和34年（1959年）名古屋大学より医学博士を取得（論文タイトルは『TATに関する研究』）。